# Вербье
Вербье́ (фр. Verbier) — деревня, бывшая коммуна и горнолыжный курорт, расположенный в коммуне Валь-де-Бань в Южной Швейцарии (франкоязычная часть кантона Вале) и входит в область катания «4 долины», где более 400 км подготовленных трасс с единой сетью подъемников. Курорт Вербье расположен на солнечной террасе, на высоте 1 500 м рядом с вершиной Гран Сен Бернар между Маттерхорном и Монбланом, во франко-говорящей части кантона Вале.
Также курорт известен как «Мекка фрирайда».

## История и география
Зимний курорт расположен в горной долине Бань (Bagnes), откуда открываются великолепная панорама на альпийские массивы и Монблан, получившая три звёздочки гида Мишлен. Вербье находится в 28 км на восток от швейцарской коммуны Мартини, четвёртой по количеству жителей в кантоне Вале, и в 64 км на северо-восток от французского лыжного курорта Шамони. Самая высокая точка сектора — вершина Мон-Фор (фр. Mont-Fort) 3329 м.
С открытием в 1925 году первого отеля станции, Вербье начинает свою историю горнолыжного курорта. Первый механический бугельный подъёмник здесь появляется в 1947 году. С годами устанавливаются новые подъёмники и модернизируются старые, рядом с традиционными шале появляются отели класса люкс. В настоящее время Вербье может соперничать со знаменитыми французскими курортами Куршевель, Валь Торанс и Валь-д'Изер.
Здесь ежегодно проводится Чемпионат мира по фрирайду.

## Статистика

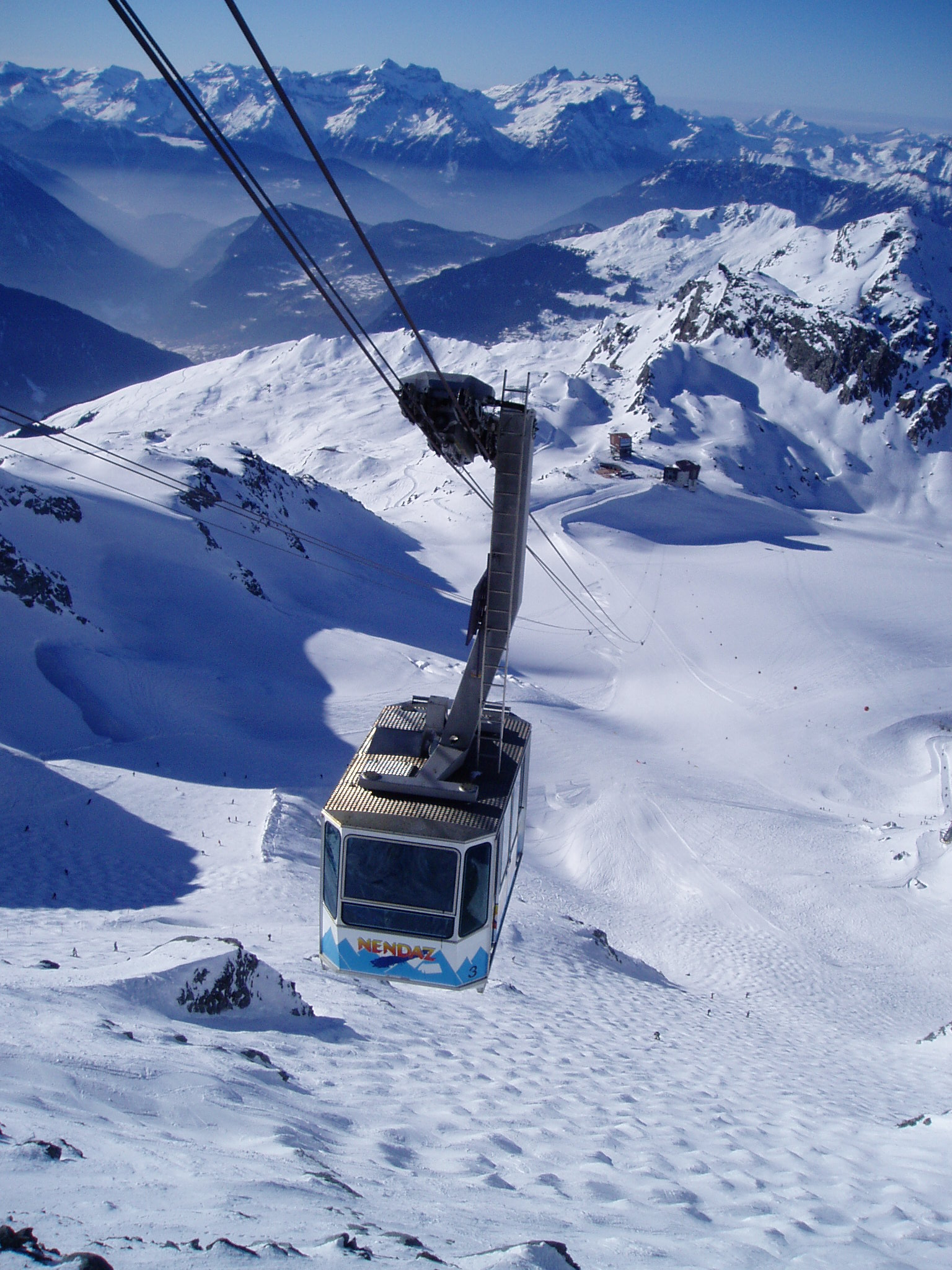
Вербье

- Высота: 1500-3330 м
- Количество подъёмников: 48
- Протяжённость трасс: 200 км
- 32 % синие (лёгкие),
- 42 % красные (средние),
- 26 % черные (тяжёлые).

## «4 долины»
Область катания, объединяющая горнолыжные станции Вербье (Verbier), Нанда (Nendaz), Вейзона (Veysonnaz), Ля Тцума (La Tzoumaz) и Тион (Thyon), является относительно новой областью катания, увидевшей свет с появлением подъёмника Мон-Фор (фр. Mont-Fort) в 1983 году. Это самая большая область катания в Швейцарии.
Представляет собой более 400 км лыжных трасс, около 100 подъёмников, разнообразные по сложности спуски, широкую палитру маршрутов для походов на лыжах, для фрирайда, сноупарки и оборудование для фристайла.
Из Вербье на лыжах можно добраться до станции Ля Тцума с её десятикилометровой санной трассой.
Нанда предлагает туристам все разновидности катания, включая сноупарк для дебютантов и профессионалов, сноутюбинг для детей и взрослых, ночное катание при лунном свете.
Тион делает ставку на поклонников сноубординга, а также здесь доступны такие зимние развлечения, как поездки на собачьих упряжках
Вейзона — горная станция зимнего отдыха, расположенная на высоте 1 350 м, с живописным видом на долину Роны и город Сьон. Здесь находится знаменитая «Медвежья трасса» (фр. Piste de l’Ours) — «чёрная» горнолыжная трасса, созданная в 1969 году для зимних Олимпийских игр 1976 года, для организации которых Сьон выступил городом-кандидатом. Трасса регулярно служит для проведения самых престижнейших соревнований по горнолыжному спорту.

## Фестиваль
В Вербье ежегодно летом проходит знаменитый музыкальный фестиваль.